# Hühnerhirsen
Die Hühnerhirsen (Echinochloa) sind eine Pflanzengattung von Süßgräsern, die vor allem in den wärmeren Gebieten der Erde heimisch sind. Einige Arten werden als Futtergräser kultiviert.

## Beschreibung
In der Gattung gibt es sowohl einjährige wie mehrjährige Arten mit oft rauen und starren Stängeln.
Die Blätter sind flach und linear bis breit linear. Eine Ligula fehlt oder besteht nur aus kurzen Wimpern. Der untere Teil der Blattscheide ist bei einigen Arten stark verflacht.
Der Blütenstand besteht aus einer zentralen Achse, von der Trauben abzweigen. Diese Teilblütenstände sind dicht besetzt mit den Ährchen, die so kurz gestielt sind, dass die Trauben fast wie Ähren aussehen. Die Ährchen stehen paarig, wobei bei jedem Paar ein Ährchen fast sitzend, eines mehr oder weniger deutlich gestielt ist. Bei einigen Arten sind diese Ährchenpaare gruppenweise in wiederum traubenähnliche Teilblütenstände zusammengezogen. Die Ährchenpaare stehen in zwei bis vier Reihen, die aber durch diese Zusammenziehung oft nicht besonders gut erkennbar sind.
Die Ährchen sind zweiblütig, wobei die untere Blüte auf die äußere Spelze reduziert ist. Hierdurch scheint es so, als hätte jedes Ährchen drei Hüllspelzen. Von der Form her sind die Ährchen schmal elliptisch bis rundlich. Oft sind sie kurz borstig bis kurz stachelig behaart. Die Spelzen sind lang zugespitzt bis sehr kurz und dick begrannt. Die unterste Hüllspelze ist nur 1/4 bis 1/2 mal so lang wie das Ährchen. Die beiden oberen Hüllspelzen umhüllen dann das Ährchen und tragen 5–7 mehr oder weniger hervorstehende Rippen.
Die oberste Vorspelze hat eine zurückgebogene Spitze, die allerdings meist unter den Hüll- und Deckspelzen verborgen ist. Trotzdem gilt diese zurückgebogene Vorspelzenspitze zusammen mit der fehlenden Ligula als wichtiges Merkmal, das die Gattung von nahe verwandten Gattungen, z. B. der Gattung Brachiaria abgrenzt.

## Verbreitung und Standortansprüche
Die Hühnerhirsen kommen vor allem in den Tropen und wärmeren Gebieten der ganzen Welt vor. Einige Arten dringen auch in die gemäßigten Zonen vor.
Alle Arten ziehen feuchte oder nasse Standorte vor.

## Arten
Die Gattung Echinochloa besteht aus ca. 20 bis 35 Arten. Hier eine Auswahl:

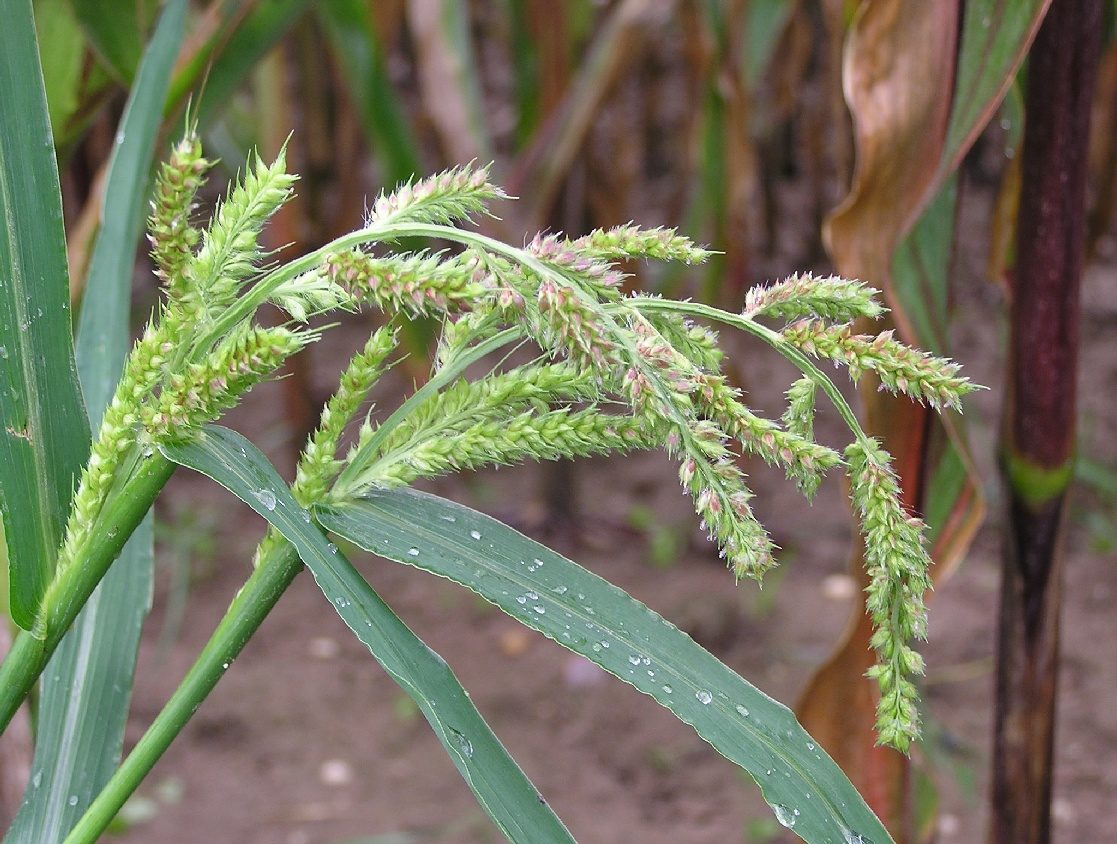
Hühnerhirse (Echinochloa crus-galli)

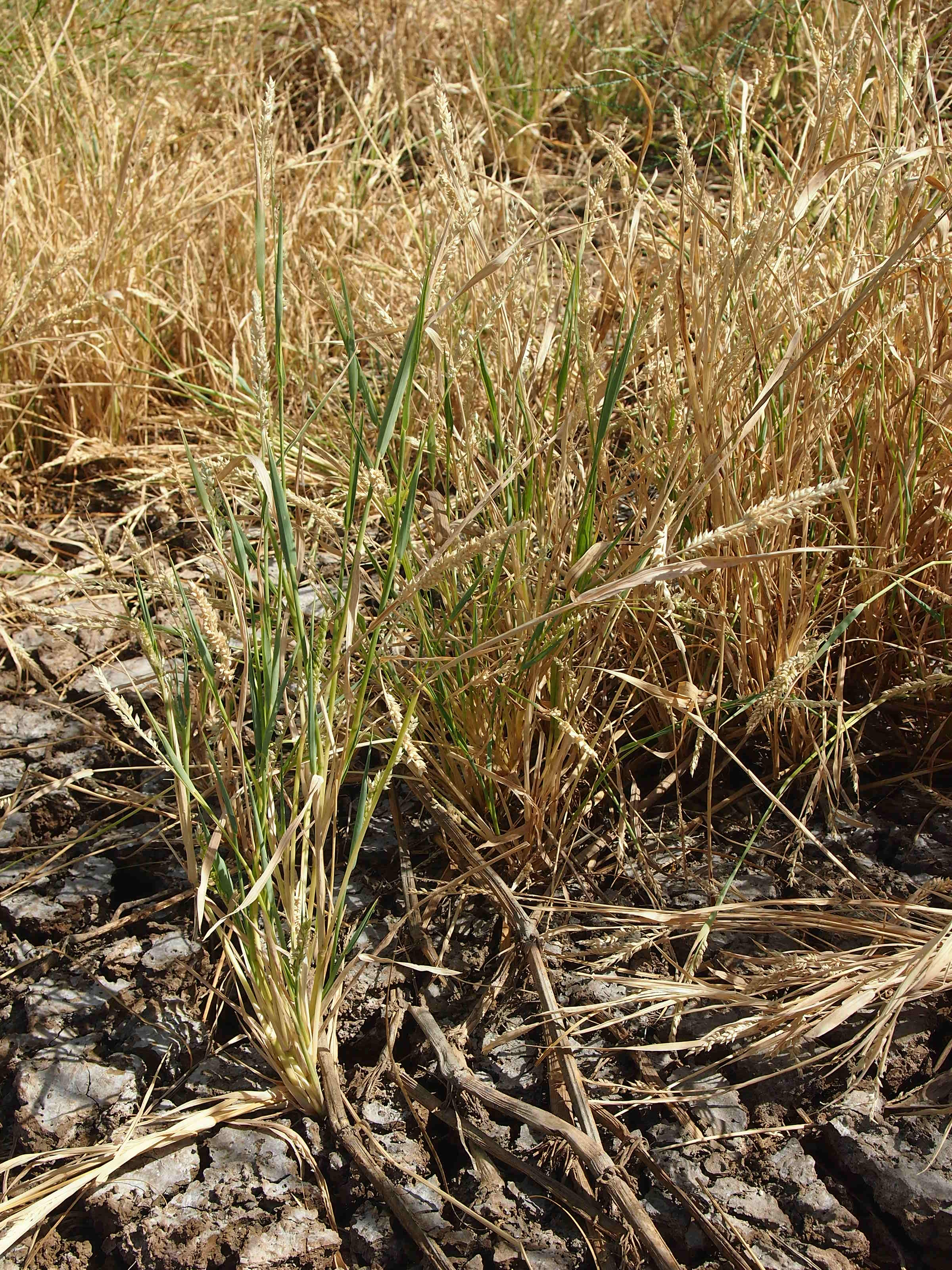
Echinochloa turneriana

- Schamahirse (Echinochloa colonum (L.) Link) wird in Indien und in Ostafrika als Futterpflanze und Körnerfrucht („Schama“ bzw. „Chindumba“) angebaut. Ursprünglich kommt sie in den Tropen und Subtropen der Alten Welt vor.[1]
- Gewöhnliche Hühnerhirse (Echinochloa crus-galli (L.) P. Beauv.), kommt weltweit in Gebieten mit gemäßigtem oder warmem Klima vor. In Europa kann sie in Gärten oder auf Äckern ein lästiges Unkraut werden.
- Japan-Hühnerhirse (Echinochloa esculenta (A.Braun) H.Scholz): Sie kommt ursprünglich in China vor.[2]
- Getreide-Hühnerhirse (Echinochloa frumentacea Link), wird in Ostasien und in Nordamerika als Nahrungsmittel bzw. als Futterpflanze angebaut.
- Borstige Hühnerhirse (Echinochloa muricata (P. Beauv.) Fernald), sie ist der Echinochloa crus-galli ähnlich. Sie kommt vom zentralen und östlichen Kanada bis zu den Vereinigten Staaten vor.[1]
- Echinochloa oryzoides (Ard.) Fritsch (Syn.: Echinochloa oryzicola Vasinger) kann, genau wie die Hühnerhirse (Echinochloa crus-galli), sehr dem Reis (Oryza) ähneln, in dessen Feldern sie als Unkraut auftreten kann. Sie kommt vom Kaukasus bis Japan und den Philippinen vor.[1]
- Echinochloa turneriana (Domin) J.M.Black: Sie kommt im zentralen und östlichen Australien vor.[1]